# Columnea
Columnea is de botanische naam van een geslacht van ongeveer tweehonderd soorten planten uit de familie Gesneriaceae. De soorten komen van nature voor in Midden- en Zuid-Amerika.
Er is discussie over de samenstelling van het geslacht. Veel botanici beschouwen de soorten als behorend tot het geslacht Columnea, maar sommige botanici splitsen het geslacht op in vijf geslachten: Bucinellina, Columnea, Dalbergaria, Trichantha, en Pentadenia.
Columnea-soorten groeien als epifyt in het wild en vereisen helder licht, goede lucht circulatie en een goed gedraineerde ondergrond.

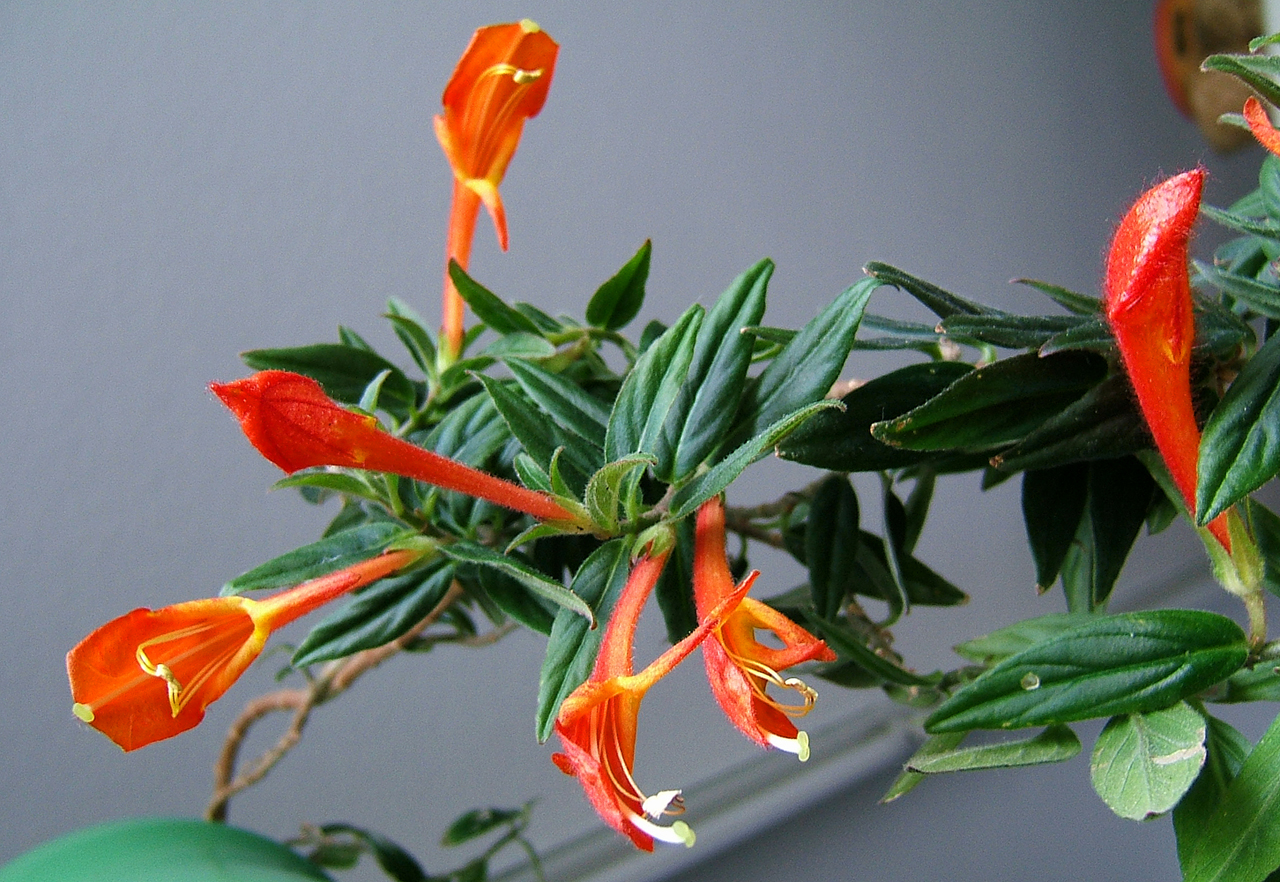
Columnea crassifolia is in West-Europa een bekende huiskamerplant.
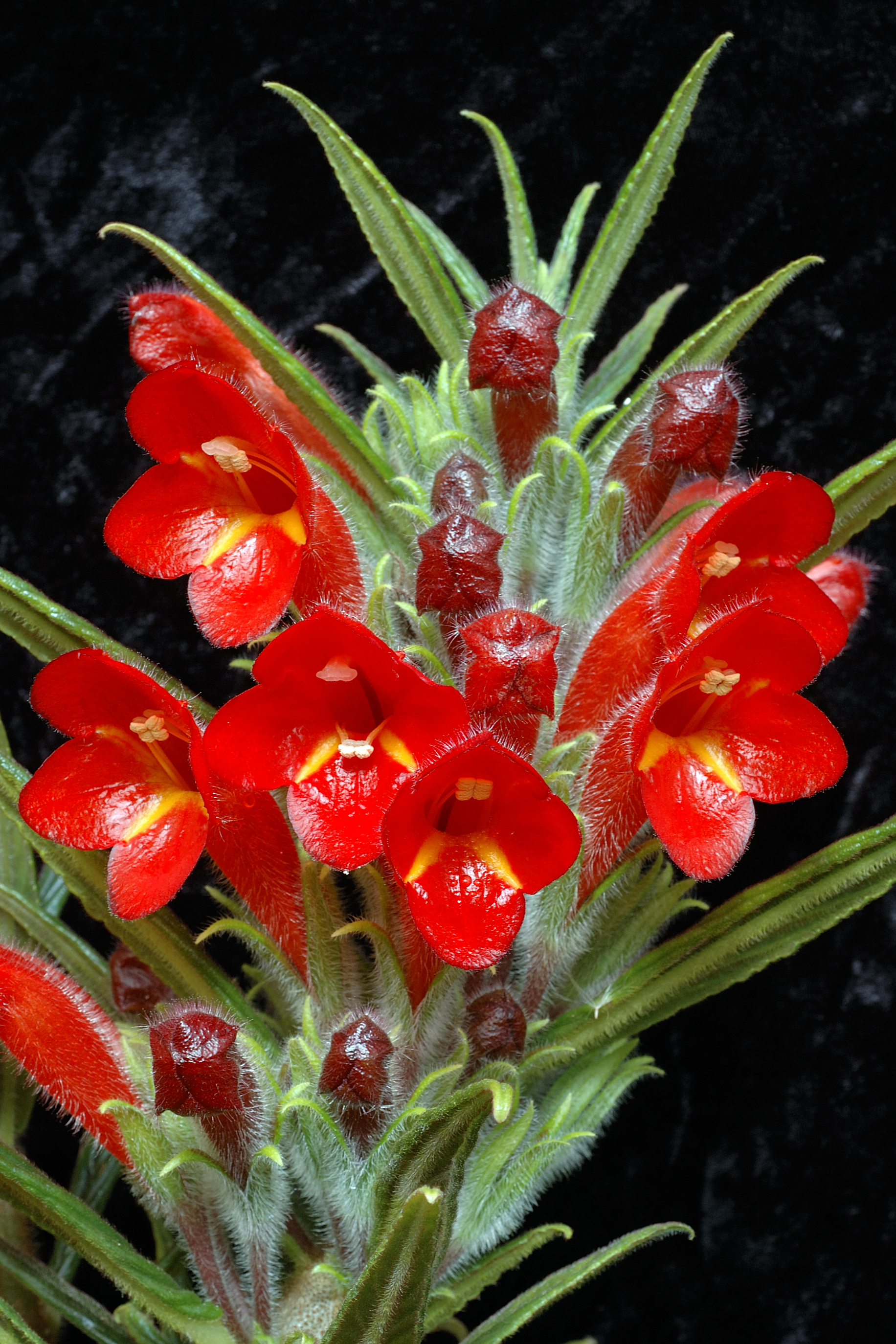
Columnea flexiflora is een bedreigde soort in Ecuador.
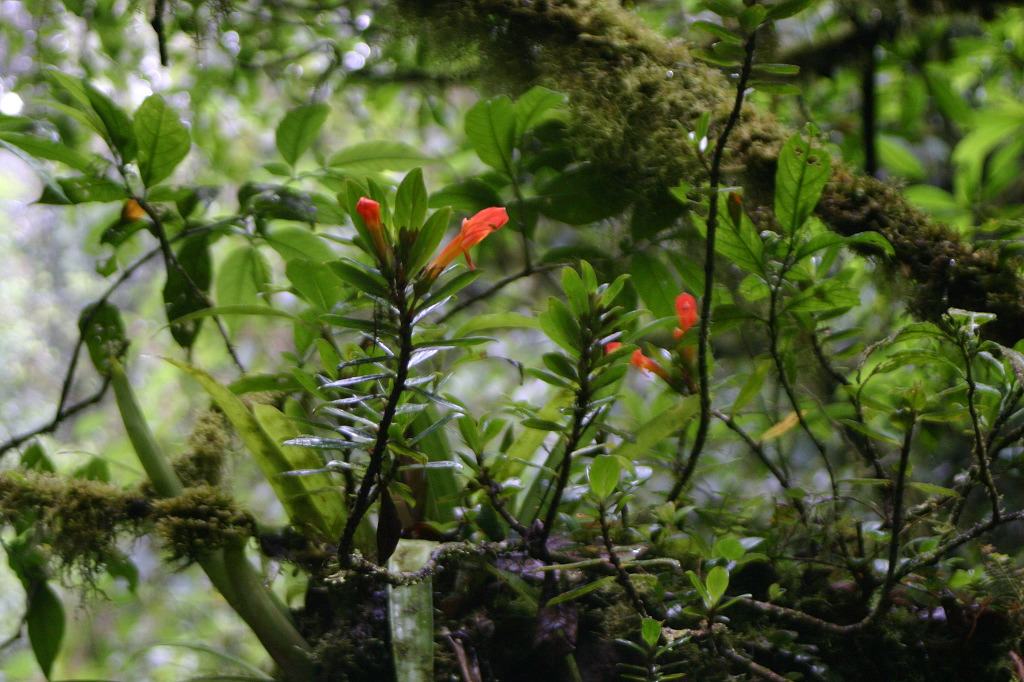
Columnea glabra komt van nature voor in de mistige bergbossen van Zuid- en Midden-Amerika.
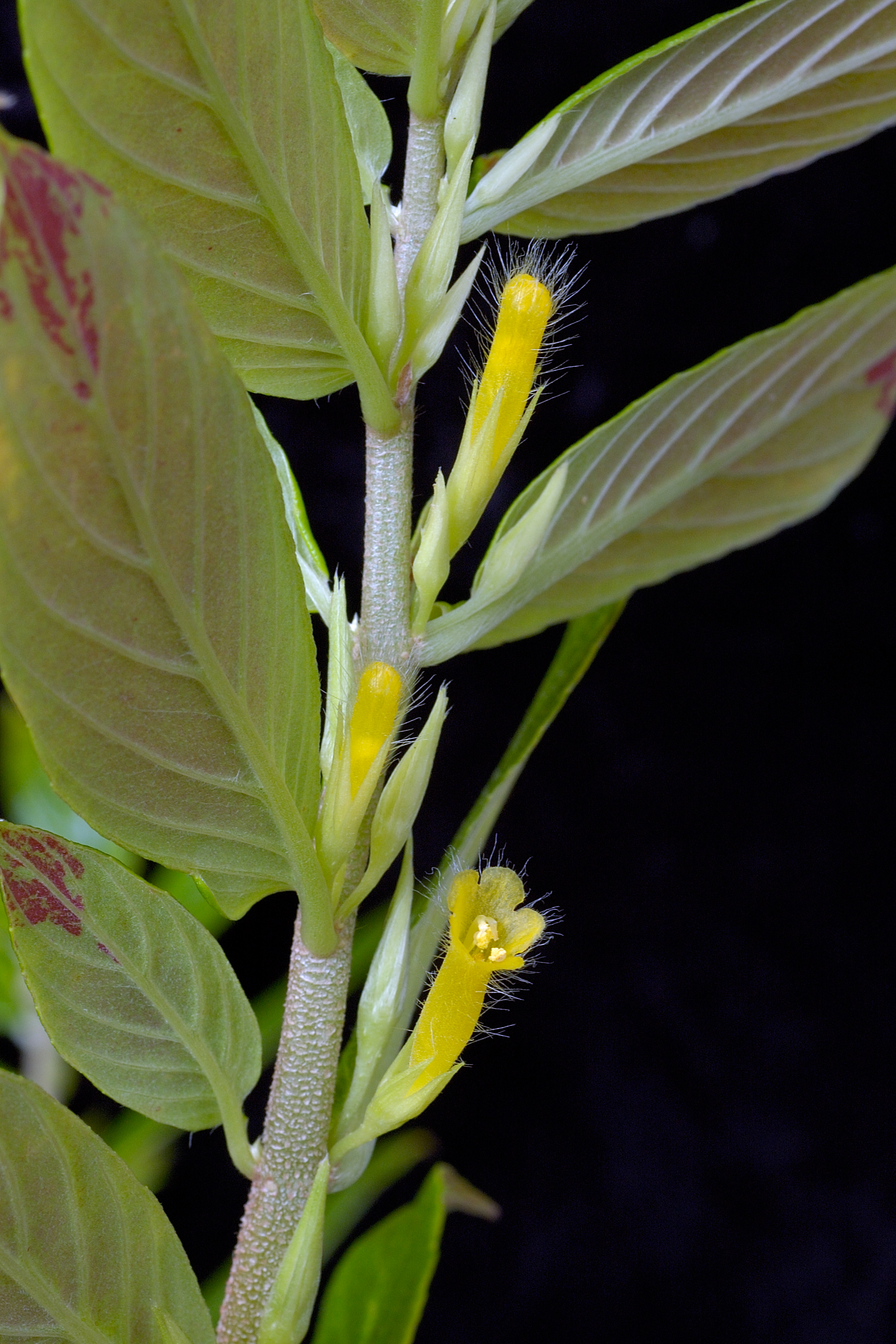
Columnea orientandina